# Shayba Arena
A Shayba Arena,Arena Shayba ou Arena de Gelo Shayba (anteriormente conhecida como Palácio de Gelo Maly, Ледовая Арена Шайба (em russo)) é uma arena multi-uso que está montada provisoriamente em Adler, distrito ao sul de Sóchi, na Rússia, com capacidade para comportar até 7000 espectadores. "Shayba" significa "disco de hóquei", na língua russa
A arena foi construída para ser a segunda sede dos jogos de Hóquei no Gelo durante os Jogos Olímpicos de Inverno de 2014 e também os jogos de hóquei sobre o trenó durante os Jogos Paralímpicos de Inverno de 2014.
A Shayba Arena é provisória, sendo que após os Jogos Paralímpicos será desmontada e remontada em outra cidade do território russo. A Arena foi construída a um custo de US$ 27,2 milhões de dólares, incluindo as obras temporárias para os Jogos Olímpicos e sua adaptação para os Jogos Paralímpicos.